# Paradjinga marmorata
Paradjinga marmorata là một loài bọ cánh cứng trong họ Cerambycidae.